# Debbie Meyer
Deborah Elizabeth "Debbie" Meyer, född 14 augusti 1952 i Annapolis i Maryland, är en amerikansk före detta simmare.
Meyer blev olympisk guldmedaljör på 200 meter frisim vid sommarspelen 1968 i Mexico City.